# Les Maladresses de Rigadin
Pour plus de détails, voir Fiche technique et Distribution.
Les Maladresses de Rigadin est un film muet français réalisé par Georges Monca, sorti en 1912.

## Fiche technique
- Titre : Les Maladresses de Rigadin
- Réalisation : Georges Monca
- Scénario : Julien Berr de Turique
- Photographie :
- Montage :
- Société de production : Société cinématographique des auteurs et gens de lettres (S.C.A.G.L)
- Société de distribution : Pathé Frères
- Pays d'origine :  France
- Langue : film muet avec les intertitres en français
- Métrage : 215 mètres
- Format : Noir et blanc — 35 mm — 1,33:1 — Muet
- Genre :  Comédie
- Durée : 7 minutes et 10 secondes
- N° de catalogue Pathé : 4699
- Dates de sortie : 
  - France : janvier 1912

## Distribution
- Charles Prince : Rigadin
- Amélie Diéterle
- Armand Lurville
- Gabrielle Debrives
- Émile André
- Édouard Delmy